# Einfach raus
Einfach raus ist ein deutsches Fernseh-Filmdrama von Peter Vogel aus dem Jahr 1999.

## Handlung
Am 2. Mai 1989 werden an der österreichisch-ungarischen Grenze die Stacheldrahtzäune abgebaut. Zu dieser Zeit planen verschiedene DDR-Bürger eine Fahrt nach Ungarn: Der 21-jährige Andreas Hallbrandt will mit seinen Eltern zum Großen Preis von Ungarn, Michelle und ihr Freund Hans reisen nach Budapest in den Urlaub, während Manfred und Renate Reimann mit ihrer 16-jährigen Tochter Martina zum Urlaub an den Balaton wollen. Die Ereignisse in Ungarn beeinflussen die Familien unterschiedlich: Andreas, dessen Vater Parteisekretär an einer Schule ist, entschließt sich spontan zur Flucht in den Westen, Michelle fährt mit dem Vorsatz zu fliehen in den Urlaub, auch wenn ihr Freund nichts davon weiß, und Renate und Manfred haben ebenfalls die Flucht vor, haben ihrer Tochter jedoch nichts davon gesagt.
Renate und Manfred weihen Martina in ihre Pläne ein und werden Ende Juli 1989 in der bundesdeutschen Botschaft in Budapest aufgenommen, wo sie Asyl beantragen. Michelle versucht zunächst, an ihrem Urlaubsort jemanden zu finden, der sie über die Grenze schleusen würde. Sie flirtet mit einem Österreicher, der ihre Fluchtpläne jedoch ablehnt. So weiht sie schließlich Hans ein. Der willigt nach einiger Bedenkzeit ein, mit ihr in den Westen zu fliehen. Da seine Mutter ein behindertes Kind hat und wegen häufiger Arztbesuche auf den Wagen angewiesen ist, den Hans und Michelle für ihre Urlaubsfahrt genutzt haben, bittet Hans seinen guten Freund Jörg, den Wagen mit in die DDR zu nehmen. Hans und Michelle kommen am 14. August nicht mehr in der bundesdeutschen Botschaft unter, die wegen Überfüllung geschlossen ist, sondern werden in das Malteser-Lager Zugliget des Pfarrers Imre Kozma gebracht, wo sie mit zahlreichen ausreisewilligen DDR-Bürgern leben. Hier erscheinen eines Tages auch Hans’ Freunde Angelika und Jörg, die ebenfalls ausreisen wollen. Hans entscheidet sich schließlich gegen die Flucht, braucht seine Familie doch das Auto. Er kehrt in die DDR zurück. Angelika und Jörg schaffen es, beim Paneuropäischen Picknick Mitte August über die offene Grenze nach Österreich zu fliehen.
Andreas ist mit seinen Eltern campen. Er flieht nachts heimlich vom Campingplatz und versucht, zu Fuß über die österreichisch-ungarische Grenze zu kommen. Er wird von ungarischen Polizisten gestellt, gefangen genommen, jedoch freigelassen. Er kehrt zu seinen Eltern zurück, die nach einigen Diskussionen seinen Fluchtplan verstehen. Andreas beantragt einen deutschen Reisepass, den er nach einigen Tagen in Budapest ausgestellt bekommt. Er begibt sich in das Lager Zugliget, wo er auf Michelle trifft. Zudem macht er die Bekanntschaft mit dem Sensationsreporter Dieter Korn, der ihn zunächst als typischen Flüchtling vermarkten will und später als Spitzel im Lager einsetzt. Andreas soll ihm Sensationsnachrichten aus dem Lager liefern, das der Reporter selbst nicht betreten darf. Andreas wird bald von Lagerbewohnern zusammengeschlagen und nach einiger Zeit für Korn uninteressant. In der DDR sorgt Andreas’ Auftauchen in der bundesdeutschen Presse samt seinem Fluchtvorhaben dafür, dass sein Vater als Parteisekretär und Lehrer entlassen wird. In Budapest wiederum kommt Bewegung in die Sache der DDR-Flüchtlinge: Die Besetzer der Botschaft erfahren am 22. August 1989, dass sie in die Bundesrepublik ausgeflogen werden. Andreas, der Martina kennengelernt hat, ist verzweifelt, als er sie im Bus davonfahren sieht, kennt er doch nicht einmal ihren Namen. Am 10. September ist es auch für die Flüchtlinge im Lager Zugliget so weit: Sie erfahren, dass sie mit ihren Pässen nach Österreich ausreisen dürfen. Andreas und Michelle, die im Lager Freundschaft geschlossen haben, fallen sich in die Arme und versprechen sich, dass sie sich in zehn Jahren am selben Platz wiedertreffen wollen, wenn sie dann immer noch so glücklich wie gerade sind. Zehn Jahre später kehrt Andreas nach Budapest zurück. Er erinnert sich an Michelle und Martina – Michelle erscheint nicht, woraus Andreas schlussfolgert, dass sie möglicherweise nicht glücklich geworden ist. Sein Auto hat in der Szene ein Potsdamer Kennzeichen, woraus sich schließen lässt, dass er nach Ostdeutschland zurückgekehrt ist.

## Produktionsnotizen
Einfach raus wurde unter anderem in Leipzig und Budapest gedreht. Die Kostüme schufen Barbara Braumann, Winnie Krause und Saskia Richter, die Filmbauten stammen von Thomas Knappe. Für den Film fand Original-Filmmaterial aus dem Jahr 1989, darunter Nachrichtenbeiträge, Verwendung. Pfarrer Imre Kozma ist in einem Gastauftritt als er selbst zu sehen. Einfach raus erlebte am 29. Juni 1999 auf 3sat seine Fernsehpremiere.
Ulrich Mühe und Susanne Lothar, die im Film das Ehepaar Reimann spielen, waren zu dem Zeitpunkt auch in Wirklichkeit miteinander verheiratet.

## Kritiken
Der Film zeichne „die Ereignisse des Sommers nach, wobei trotz der expliziten politischen Bezüge die menschlichen Schicksale im Mittelpunkt stehen“, befand der filmdienst. „Wendesommer – ganz privat, fast unpolitisch“ fasste hingegen die TV Spielfilm zusammen.